# Christuskirche (Chursdorf)

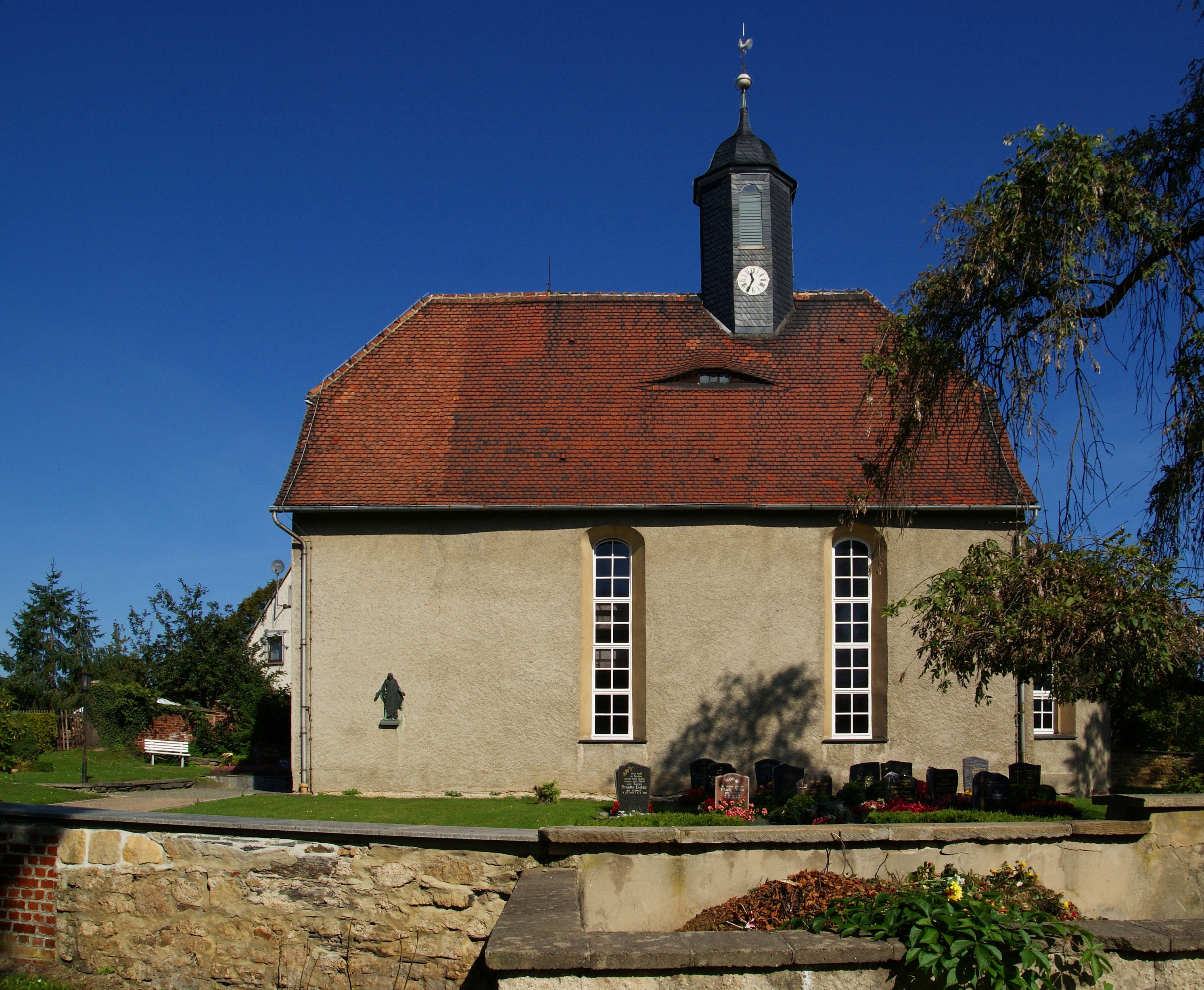
Christuskirche

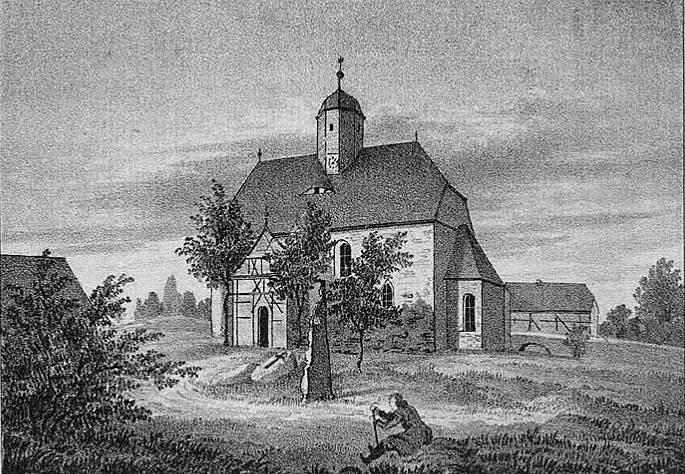
Zeichnung der Kirche aus der Zeit um 1840. An der Stelle des steinernen Grabmales in der Bildmitte steht heute ein Baum

Die Christuskirche ist ein Kirchengebäude in Chursdorf, einem Ortsteil von Seelingstädt im Landkreis Greiz in Thüringen. Die Gemeinde gehört zur Evangelisch-Lutherischen Landeskirche Sachsens.

## Geschichte und Architektur
Die mehrfach überformte Kirche wurde im 13. Jahrhundert als romanische Saalkirche errichtet. Die eingezogene Apsis ist innen halbrund und außen unregelmäßig gebrochen. Von 1738 bis 1740 erfolgte eine Ausmalung in zeitgenössischer, volkstümlicher Manier. Die Ausstattung wurde dazu angepasst geändert. Das Gebäude wurde von 1971 bis 1981 umfangreich renoviert und umgebaut. Durch den Anbau eines Emporenaufganges und der Sakristei erfolgte eine Verlängerung des Baus nach Westen. Die Brüstung der dreiseitigen Empore ist mit Schnitzwerk der ehemaligen Stände, die abgebrochen wurden, verziert. Die ebenfalls an der Empore befindlichen 39 inschriftlich bezeichneten Bilder zeigen Szenen aus dem Leben Jesu. Auf Gemälden an der westlichen Empore sind die Namen der Stifter, die Ausstattung und Bemalung der Kirche bezahlten, verzeichnet und mit 1740 bezeichnet. In den Feldern der Decke sind 48 runde Bilder zu sehen, die Gestalten des Alten- und des Neuen Testamentes in zeitlicher Abfolge, wie in der Bibel vorgegeben, dargestellt. Das erste Bild zeigt Adam und das letzte Jesus und Johannes den Täufer. das Gebäude wurde von 1970 bis 1981 umgebaut, die Auffahrt zum Parkplatz wurde 1999 erneuert.

## Ausstattung
- Die Orgel wurde 1909 von der Orgelbaufirma Jehmlich aus Dresden gebaut und von 1979 bis 1981 wegen starken Holzwurmbefalles von der Orgelbaufirma Schüssler aus Greiz restauriert und teilweise erneuert.[3]
- Der romanische Apsisbogen besitzt wulstförmige Kämpfer.
- Die Kanzel befindet sich an der südlichen Seite des Apsisbogens und ist mit geschnitzten Frucht- und Laubgebinden geschmückt. Sie wurde wohl zu Anfang des 18. Jahrhunderts gefertigt.
- Die beiden Schnitzfiguren stellen Petrus und Paulus dar. Sie stammen aus einem spätgotischen Altarretabel und sind farbig gefasst.[4]